# André (groupe)
Pour les articles homonymes, voir André.
André est un groupe de pop et punk rock canadien, originaire de Montréal, au Québec.

## Biographie
Le groupe se composait de Maxime Philibert, Frédérick St-Onge et Louis Therrien-Galasso. Le chanteur Maxime Philibert est professeur en psychologie à l'Université du Québec à Montréal. André Papanicolaou était guitariste.
En 2006, les Disques Anubis rééditent leur album Les Derniers modèles de la mode masculine, qui est initialement publié à l’automne 2005. Toujours en 2006, entre deux écritures, le groupe remporte le prix du meilleur album pop-folk au GAMIQ, joué devant 20 000. Il est aussi nommé pour le meilleur vidéo-clip francophone. Entretemps, André Papanicolaou quitte le groupe pour se consacrer à son projet +Kid. Le groupe se sépare en 2009.

## Membres

### Derniers membres
- Maxime Philibert - voix, guitare, claviers, basse, glokenspiel, casserole, salutations hindoues
- Frédérick St-Onge - batterie, tambourin, cocos, bâton de pluie, voix
- Louis Therrien-Galasso - voix, basse, mélodica, claviers, guitare, glokenspiel

### Anciens membres
- André Papanicolaou - guitare, autres instruments

## Discographie
- 2001 : En route vers l'album brun
- 2003 : Dans le sous-sol de Carlos
- 2005 : Les Derniers modèles de la mode masculine
- 2006 : Les Derniers modèles de la mode masculine (réédition)
- 2006 : 15 ans dans la marge (compilation CISM 89,3 FM Montréal)
- 2007 : Borrowed Tunes II: A Tribute to Neil Young
- 2008 : Le Thé et la justice